# EU-coördinator voor terrorismebestrijding
De EU-coördinator voor terrorismebestrijding is een ambtenaar die de verschillende programma's voor terrorismebestrijding in de Europese Unie coördineert en ervoor zorgt dat de Unie een actieve rol speelt in de strijd tegen het terrorisme. De positie van de EU-coördinator voor terrorismebestrijding werd versterkt door het Programma van Stockholm van 2009.
Tot het takenpakket van de coördinator behoort zowel het overzien van de antiterreurstrategie als het verbeteren van de communicatie tussen afzonderlijke organen van de Unie, die betrokken zijn bij terrorismebestrijding. Bovendien moet hij de samenwerking tussen de EU en derde landen bevorderen wanneer het de strijd tegen het terrorisme betreft.

## Lijst van coördinatoren
- Gijs de Vries (2004–2007)[3]
- Gilles de Kerchove (sinds 2007)[3]
- Ilkka Salmi (sinds oktober 2021)[2]
- Bartjan Wegter (sinds 1 maart 2024)[2]